# Parafia św. Marii Magdaleny w Poroninie

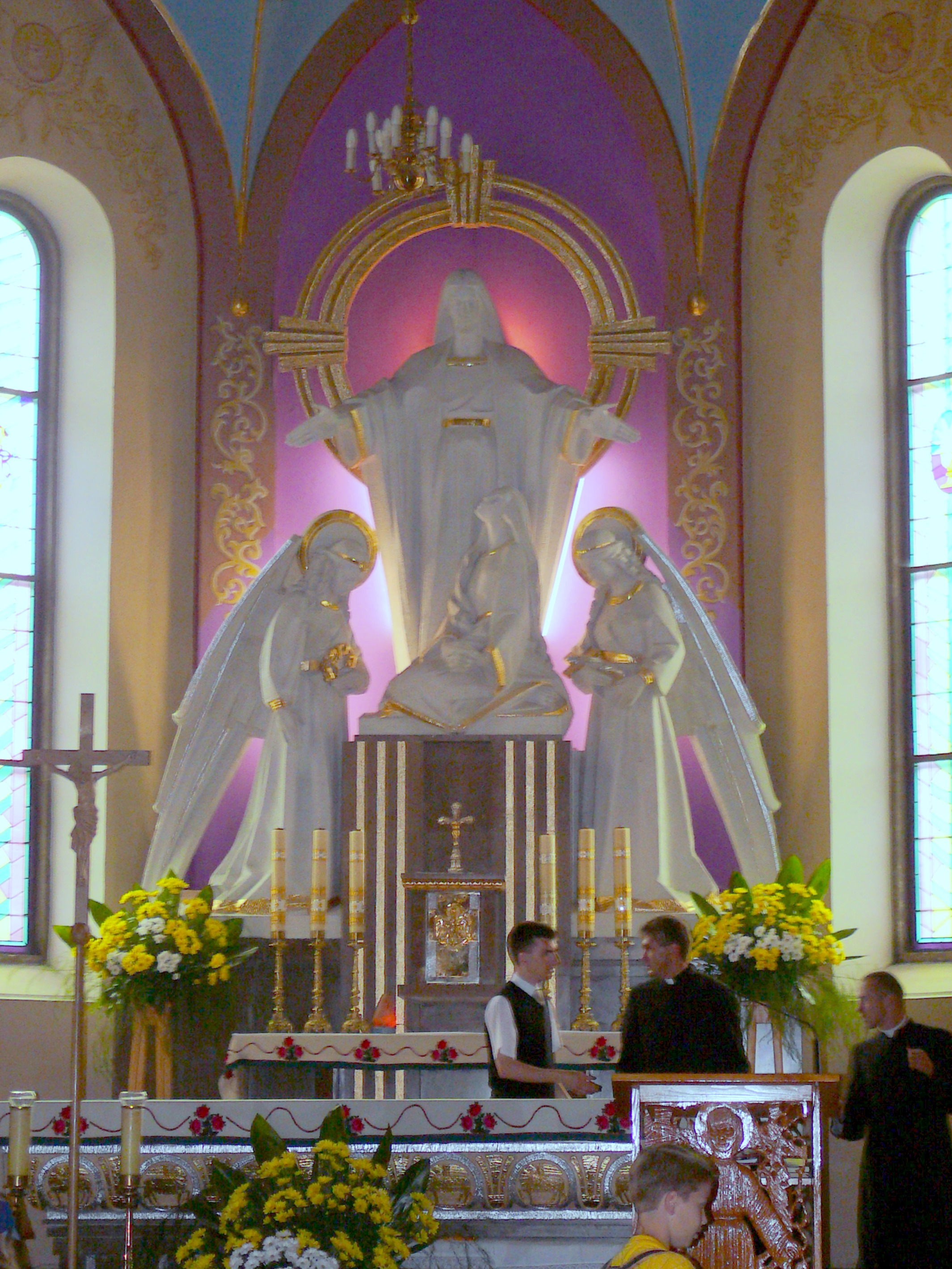
Ołtarz główny w świątyni parafialnej

Parafia św. Marii Magdaleny w Poroninie – parafia rzymskokatolicka należąca do dekanatu Biały Dunajec archidiecezji krakowskiej. 

## Historia
W centrum Poronina znajduje się zabytkowy Kościół parafialny pod wezwaniem św. Marii Magdaleny. Do początków XIX w. Poronin nie posiadał własnego kościoła. W 1806 wybudowano tu kaplicę, a w 1833 utworzono samodzielną parafię z kościołem. Pierwszym proboszczem został Ksawery Marcin Więckowski. Drewniany kościół spłonął w 1915, a obecny, zaprojektowany przez Franciszka Mączyńskiego, wzniesiony został w latach 1917–1926. W latach 1842–1846 wikariuszem parafii był ks. Michał Stanisław Głowacki „Świętopełk”, jeden z organizatorów powstania chochołowskiego.

## Proboszczowie i administratorzy parafii poronińskiej
- ks. Jakub Szarek, wyśw.?, wikariusz ekspozyt: 28 września 1806 – 18 maja 1813
- ks. Jan Zajączkowski (1787–1837), wyśw. 1812, wikariusz ekspozyt
- ks. Jakub Kuczkiewicz (zm. 23 lipca 1826), wyśw.?, wikariusz ekspozyt: 15 marca 1818 – 27 stycznia 1825
- ks. Jan Waligórski (1796–1837), wyśw. 1823, wikariusz ekspozyt: 18 lutego 1825 – 3 marca 1827
- ks. Jan Chrzciciel Trąbka (1788 – 2 grudnia 1850), wyśw. 1818, wikariusz ekspozyt: 30 maja 1827 – 19 kwietnia 1828
- ks. Marcin Więckowski (30 października 1796 – 11 kwietnia 1843), wyśw. 1827, wikariusz ekspozyt: 5 kwietnia 1828 – 4 lutego 1839, proboszcz: 4 lutego 1834 – 10 kwietnia 1843
- ks. Józef Łopaciński (1807 – po 1877), wyśw. 1835, wikariusz: 1839 – 20 lutego 1841, administrator: 20 lutego 1841 – 26 lipca 1841
- ks. Michał Stanisław Głowacki (1804 – maj 1846), wyśw. 1831, wikariusz: 1842-1846, administrator: 10 kwietnia 1843 – 14 stycznia 1844
- ks. Antoni Trybalski (1803 – 20 listopada 1870), wyśw. 1833, proboszcz: 14 stycznia 1844-1852
- ks. Franciszek Ksawery Chwistek (1815 – po 1890), wyśw. 1840, administrator: 28 grudnia 1852 – 13 lipca 1853, proboszcz: 14 lipca 1853 – październik 1865
- ks. Bartłomiej Klima (1829 – po 1879), wyśw. 1856, administrator: 19 października 1865 – 1 lutego 1866
- ks. Józef Dura (1832 – 15 listopada 1885), wyśw. 1858, proboszcz: 1 lutego 1866 – 29 marca 1870
- ks. Józef Ociepka (1825 – 5 lutego 1885), wyśw. 1852, administrator: 10 kwietnia 1870 – 28 lipca 1870
- ks. Wojciech Roszek (1835 – 13 grudnia 1894), wyśw. 1860, proboszcz: 6 lipca 1870 – 13 grudnia 1894
- ks. Ignacy Żyła (1861 – po 1900), wyśw. 1891, administrator: styczeń 1895 – marzec 1895
- ks. Franciszek Nycz (1860 – 22 października 1925), wyśw. 1888, wikariusz: 4 kwietnia 1892 – 2 września 1893, proboszcz: 8 kwietnia 1895 – 22 października 1925
- ks. Jan Kanty Wieczorek (1900–?), wyśw. 1923, wikariusz: 1923-?, administrator: 22 października 1925-1926
- ks. Jakub Możdżeń (1879 ur. w Rabie Wyżnej – 12 marca 1943), wyśw. 1906, wikariusz: 31 sierpnia 1907 – 25 sierpnia 1913, proboszcz: 1 marca 1926 – 12 marca 1943
- ks. Czesław Obtułowicz (20 maja 1914 – 17 marca 2001), wyśw. 1937, wikariusz: 20 sierpnia 1937 – 18 września 1944, administrator: 12 marca 1943 – 10 lipca 1943
- ks. prał. Jan (Krupa) Krupiński (1907 – 3 lutego 1988), wyśw. 1932, administrator: 10 lipca 1943-?, proboszcz:? – 16 czerwca 1978
- ks. kan. Jan Łasut (ur. 25 lipca 1940, zm. 12 października 2012), wyśw. 1964, administrator: 17 czerwca 1978 – 3 marca 1982, proboszcz: 4 marca 1982 – 27 czerwca 1997
- ks. kan. Franciszek Juchas (ur. 1 kwietnia 1941), wyśw. 11 kwietnia 1965, proboszcz: 28 czerwca 1997 – 30 czerwca 2012
- ks. kan. Stanisław Parzygnat (ur. 1960), wyśw. 1985, proboszcz: 1 lipca 2012 – 30 czerwca 2023
- ks. dr Dariusz Guziak (ur. 1969), wyśw, 1994, proboszcz: od 1 lipca 2023[1][2]